# John Carver (football)
Pour les articles homonymes, voir John Carver et Carver.
John William Carver, né le 16 janvier 1965 à Newcastle upon Tyne, est un footballeur anglais reconverti entraîneur.